# Hartwig
Hartwig (overleden te Salzburg op 5 december 1023) was van 991 tot aan zijn dood aartsbisschop van Salzburg. 

## Levensloop
Hartwig stamde af van Beierse adel. Zijn vader Hartwig I was walpode van Karinthië en paltsgraaf van Beieren, zijn moeder Widburg was een dochter van hertog Everhard van Beieren. Hij was voorbestemd voor een kerkelijke loopbaan: op 23 december 970 werd hij subdiaken, op 19 september 973 diaken en op 18 september 985 ontving hij de priesterwijding. Op 8 december 991 volgde zijn wijding tot aartsbisschop van Salzburg.
Hartwig was net als vele tijdgenoten gewonnen voor het idee van de hernieuwing van een christelijk Rooms-Duits keizerrijk. Hij nam in 993 en 996 deel aan twee synodes in Ingelheim en was in 996 aanwezig bij de keizerskroning van Otto III in Rome. Ter gelegenheid van dat laatste kreeg de stad Salzburg net als Freising het recht om een dagelijkse markt met Regensburgse munten te houden, waarbij de opbrengst aan het aartsbisdom Salzburg toekwam. Dit voorrecht betekende niet alleen een aanzienlijke uitbreiding van de bevoegdheden van de aartsbisschop, maar vooral een bepalende factor voor de verdere ontwikkeling van de stad. Hartwig zou uitgebreid gebruik maken van dit privilege.
In 1002 wees keizer Hendrik II de Heilige aan aartsbisschop Hartwig de Lumgau toe. Als gast van Hartwig verbleef Hendrik op Kerstmis 1009 in Salzburg. De keizer ondersteunde tevens met aanzienlijke financiële middelen de heropbouw van de afgebrande Stiftkerk van Nonnberg. Ook had Hartwig bezittingen in het Ennsdal, die na zijn dood in 1023 volgens zijn laatste wens werden nagelaten aan het Sint-Pietersklooster van Salzburg.
- Gemeinsame Normdatei: 137526393
- Virtual International Authority File: 81705794